# Маззанти, Келли
Келли Энн Маззанти (англ. Kelly Anne Mazzante; род. 2 февраля 1982 года, Уильямспорт, штат Пенсильвания, США) — американская профессиональная баскетболистка, выступавшая в женской национальной баскетбольной ассоциации. Была выбрана на драфте ВНБА 2004 года во втором раунде под восемнадцатым номером командой «Шарлотт Стинг». Играла на позиции атакующего защитника.

## Ранние годы
Келли Маззанти родилась 2 февраля 1982 года в городе Уильямспорт (штат Пенсильвания), а училась она в соседнем боро Монтурсвилл в одноимённой средней школе, в которой выступала за местную баскетбольную команду.